# Masaharu Nishi
Masaharu Nishi (jap. 西 政治 Nishi Masaharu; ur. 29 maja 1977) – japoński piłkarz.

## Kariera klubowa
Od 1996 do 2003 roku występował w klubach Avispa Fukuoka i Ventforet Kofu.

## Kariera reprezentacyjna
W 1997 roku Masaharu Nishi zagrał na Mistrzostwach Świata U-20.